# Zörnigall
Zörnigall ist ein Ortsteil der Stadt Zahna-Elster im Landkreis Wittenberg in Sachsen-Anhalt.

## Geografie
Zörnigall liegt unmittelbar östlich der Kreisstadt Lutherstadt Wittenberg und besteht aus zwei unterschiedlichen Siedlungen, heute mit Zörnigall-Dorf und Zörnigall-Siedlung bezeichnet. Es erstreckt sich im Süden fast bis an die Bebauungsgrenze von Mühlanger.

## Geschichte
Das alte Dorf ist eine Sumpfwohnanlage, deren aus dem Sorbischen stammender Name sich von altsorbisch *černy gał (in etwa „schwarze Lichtung“) ableitet. Urkundlich erwähnt wurde Czernegal erstmals im Jahr 1380. Im 19. Jahrhundert wurde die Schreibweise Zernigal verwendet.
1930 wurde das ehemalige Gut Zörnigall aufgeteilt. Die Kleinbauern des Dorfes kauften Teile des Großbesitzes, damit ihre Wirtschaften lebensfähig wurden. Außerdem wurde in der Nähe der Bahnstrecke Lutherstadt Wittenberg–Berlin auf den „Kohlhaasenstücken“ Siedlungsgelände frei. In kurzer Zeit entstand hier seit 1934 wie später im Nachbarort Abtsdorf eine Großsiedlung mit Schulgebäude.
An Michael Kohlhaas, der sich in dieser Gegend aufgehalten haben soll, erinnern außer den Kohlhaasenstücken der Kohlhaasbrunnen und die Michael-Kohlhaas-Straße.
Zörnigall war bis 2010 eine selbstständige Gemeinde im Landkreis Wittenberg. Am 1. Januar 2011 wurde der Ort in die neugebildete Stadt Zahna-Elster eingegliedert. Seitdem ist Zörnigall Ortschaft und Ortsteil der Stadt.

## Politik
Ortsbürgermeister ist Eckhardt Krause (Stand: 2024).

## Verkehr

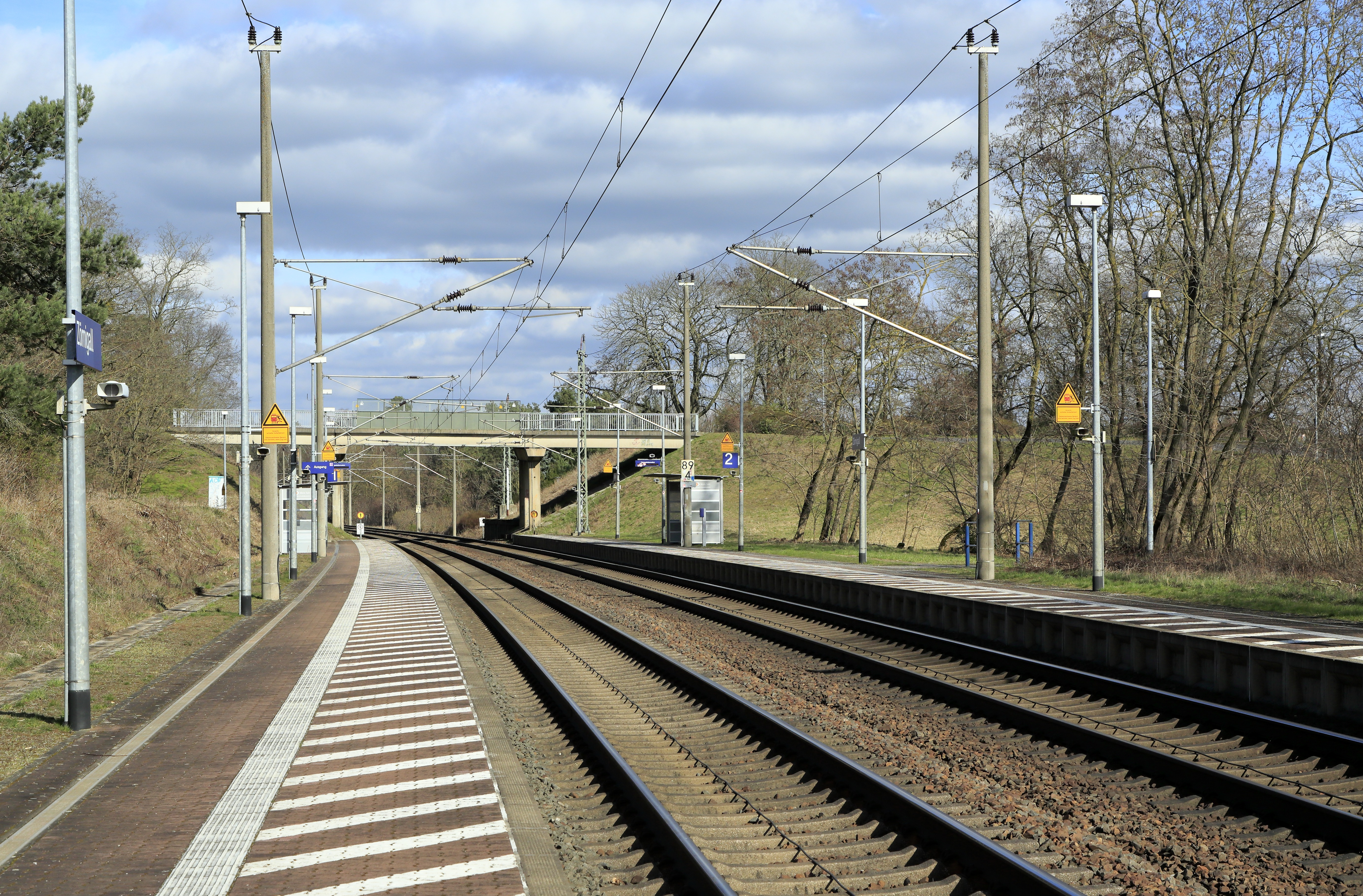
Haltepunkt Zörnigall

Zörnigall-Siedlung liegt an der Landesstraße L 126 Lutherstadt Wittenberg–Zahna, Zörnigall-Dorf an der Kreisstraße K 2016 Bülzig–Mühlanger. Zur Bundesstraße 187, die Lutherstadt Wittenberg und Jessen verbindet, sind es in südlicher Richtung zwei km.
Der Haltepunkt Zörnigall, der erst in den 1950er Jahren eingerichtet wurde, liegt an der Eisenbahnlinie Berlin–Lutherstadt Wittenberg–Halle (Saale) / Leipzig. Er wird von der Regional-Express-Linie RE 3 (Schwedt (Oder)–Berlin–Lutherstadt Wittenberg) der DB Regio angefahren.